# Pseudoeurycea maxima
The Southern Giant Salamander hoặc Pseudoeurycea maxima (tên tiếng Anh: Salamandra Gigante De Putla) là một loài kỳ giông trong họ Plethodontidae.
Nó là loài đặc hữu của México.
Các môi trường sống tự nhiên của chúng là các khu rừng vùng núi ẩm nhiệt đới hoặc cận nhiệt đới, các đồn điền, vườn nông thôn, và các khu rừng trước đây bị suy thoái nặng nề.